# عمارة بلاد ما بين النهرين

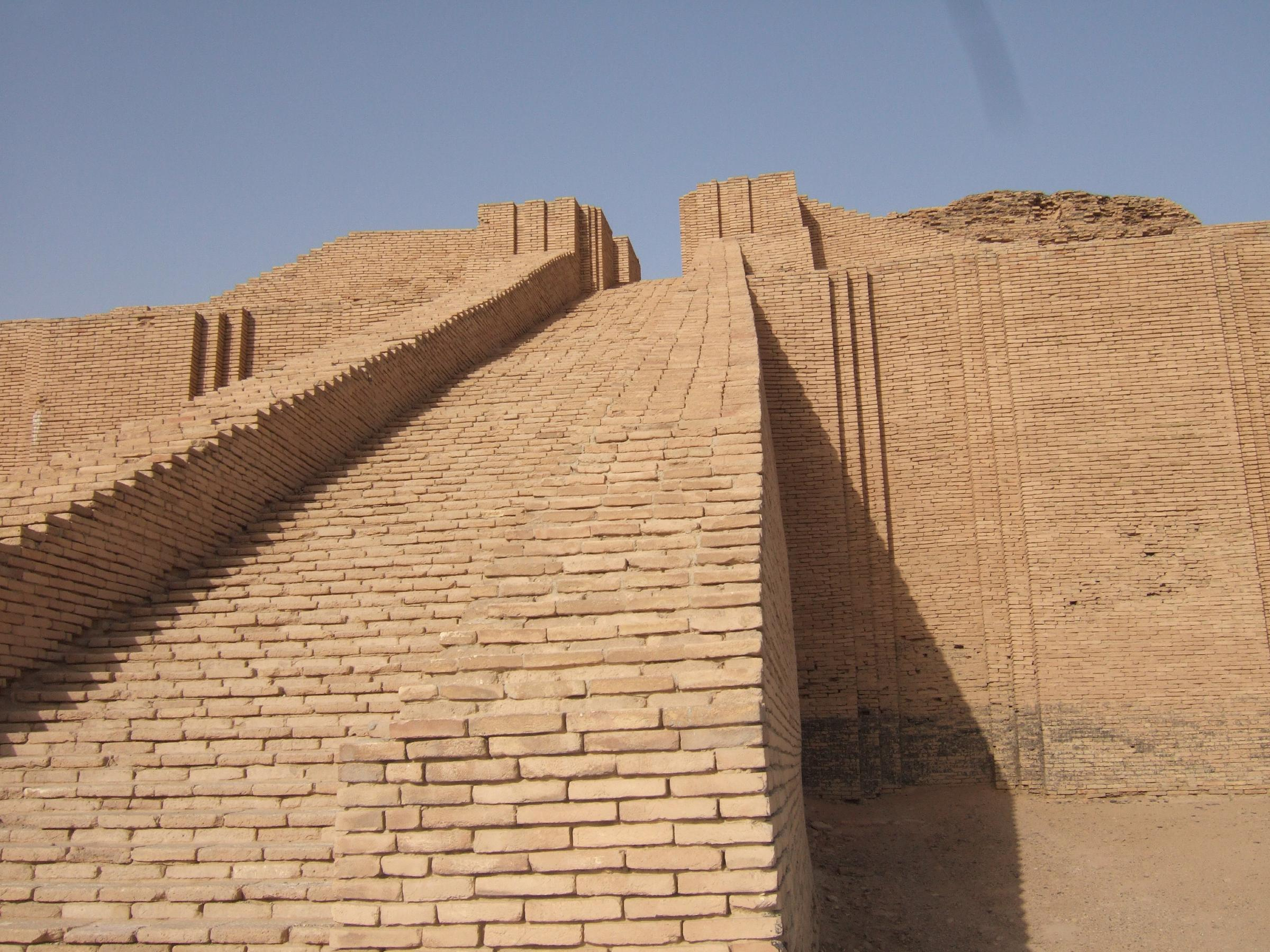
زقورة سومرية أعيد بناؤها في بابل

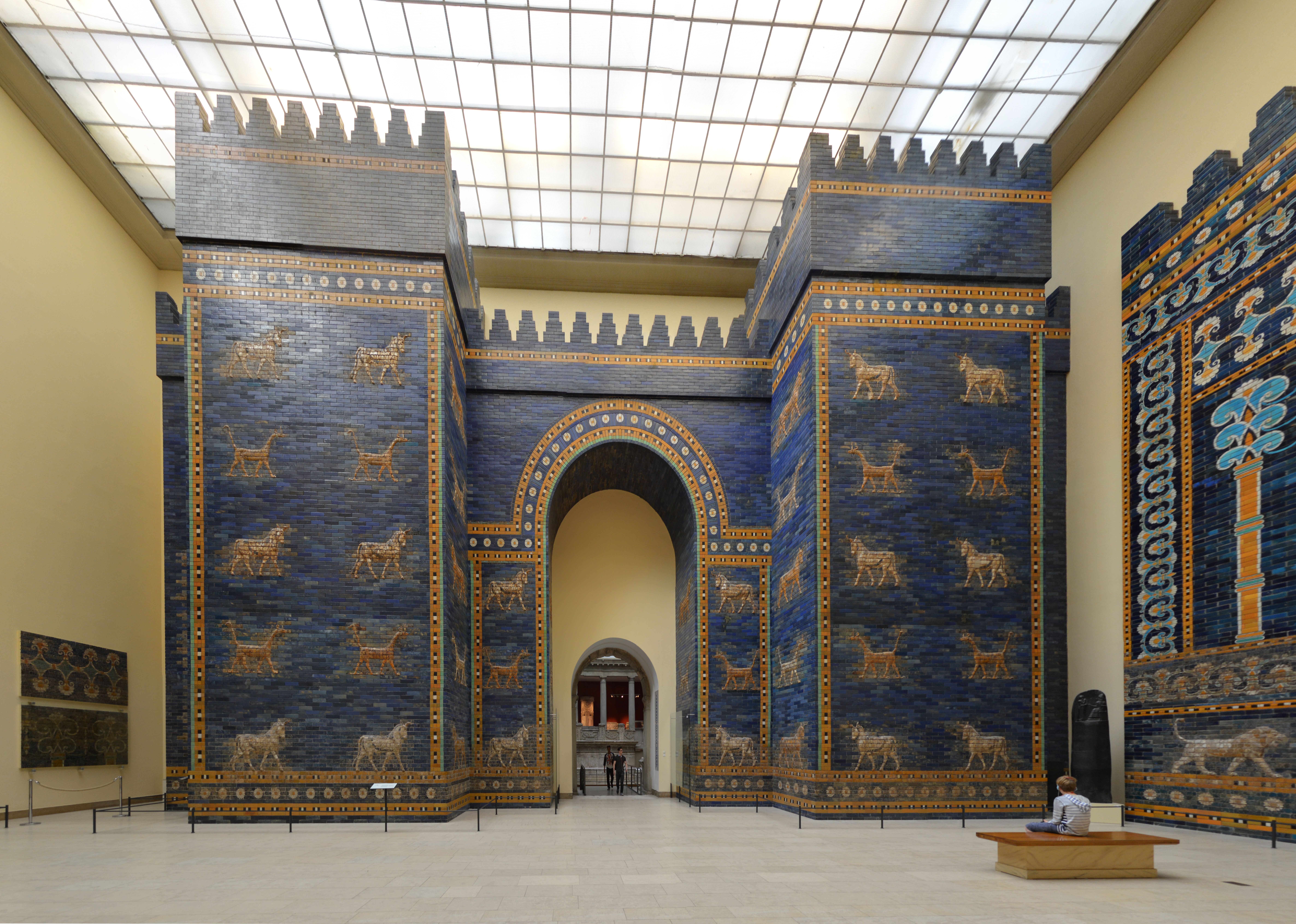
بوابة عشتار في متحف بيرغامون

بنية بلاد ما بين النهرين يأتي من ثقافات العصر البرونزي من السومرية والاكدية والبابلية والآشورية الإمبراطوريات. استبدلت في وقت لاحق هذه الامبراطوريات في العصر الحديدي قبل النيو الآشورية والبابلية الإمبراطوريات النيو. يمتد الوقت تقريبا في القرنين 23 إلى 6 ق.
من بين الإنجازات المعمارية السومرية هي اختراع التخطيط الحضري، وفناء البيت، والأهرامات خطوة الزقورة. ولا توجد مهنة الهندسة المعمارية في سومر، ولكن الكتبة وضعت إدارة البناء للنبل، والحكومة، أو الملوك. وكان السومريون علم 'الحرفة بناء' كهدية إلهية تدريسها للرجال من قبل الآلهة على النحو الوارد في لي 28. السومرية العمارة هو الأساس في وقت لاحق من العبرية والفينيقية والاناضول والحثيين، الحرانية، الأوغاريتية والبابلية والآشورية والفارسية والإسلامية، والبنى الأساسية لGrecoroman حد معين، وبالتالي الغربية.

## مواد البناء
اسُتخدم حجر البناء السومري دون الطلاء على الرغم من استخدام القار في بعض الأحيان. تصنف أنواع الطوب التي اختلفت كثيرًا مع مرور الوقت وبحسب الفترة الزمنية:
- باتزن 80*40*15 سم: فترة أوروك المتأخرة (3600-3200) قبل الميلاد.
- ريمتشن 16*16 سم: فترة أوروك المتأخرة (3600-3200) قبل الميلاد.
- بلانو كونفيكس 10*19*34 سم: فترة السلالات المبكرة (3100-2300) قبل الميلاد.

كان التصميم المفضل للطوب هو الطوب المدور الذي كان غير مستقر إلى حد ما، لذلك فقد احتوت صفوف الطوب في بلاد ما بين النهرين على صف من الطوب المتعامد مع بقية الصفوف. تميز طوب بلانو كونفيكس بسرعة تصنيعه وبسطحه غير المنتظم الذي حافظ على طبقة الجص النهائية بشكل أفضل مما فعله أي سطح أملس من أنواع الطوب الأخرى.
يُشوى الطوب تحت أشعة الشمس ليكتسب القساوة المطلوبة، وتعتبر هذه الأنواع أكثر صلابة من تلك التي تُشوى في الفرن وهذا ما جعل المباني تتدهور في نهاية الأمر. جرى إتلاف هذه المباني بشكل دوري وتسويتها وأعيد بناؤها في نفس المكان. أدت دورة الحياة الهيكلية المخطط لها هذه إلى رفع منسوب المدن تدريجيًا حتى أصبحت مرتفعة عن منسوب السهل المحيط بها. يُعرف الرجم الناتج باسم التل ويوجد في جميع أنحاء الشرق الأدنى القديم. أبطأت المباني المدنية من الاضمحلال عن طريق استخدام مخاريط من الحجر الملون وألواح من الطين النضيج وأظفار من الصلصال تُدق في طوب اللبن الطيني لإنشاء غمد واقٍ يُزيَّن في الواجهة. استوردت مواد البناء مثل الأرز من لبنان والديوريت من الجزيرة العربية واللازورد من الهند.

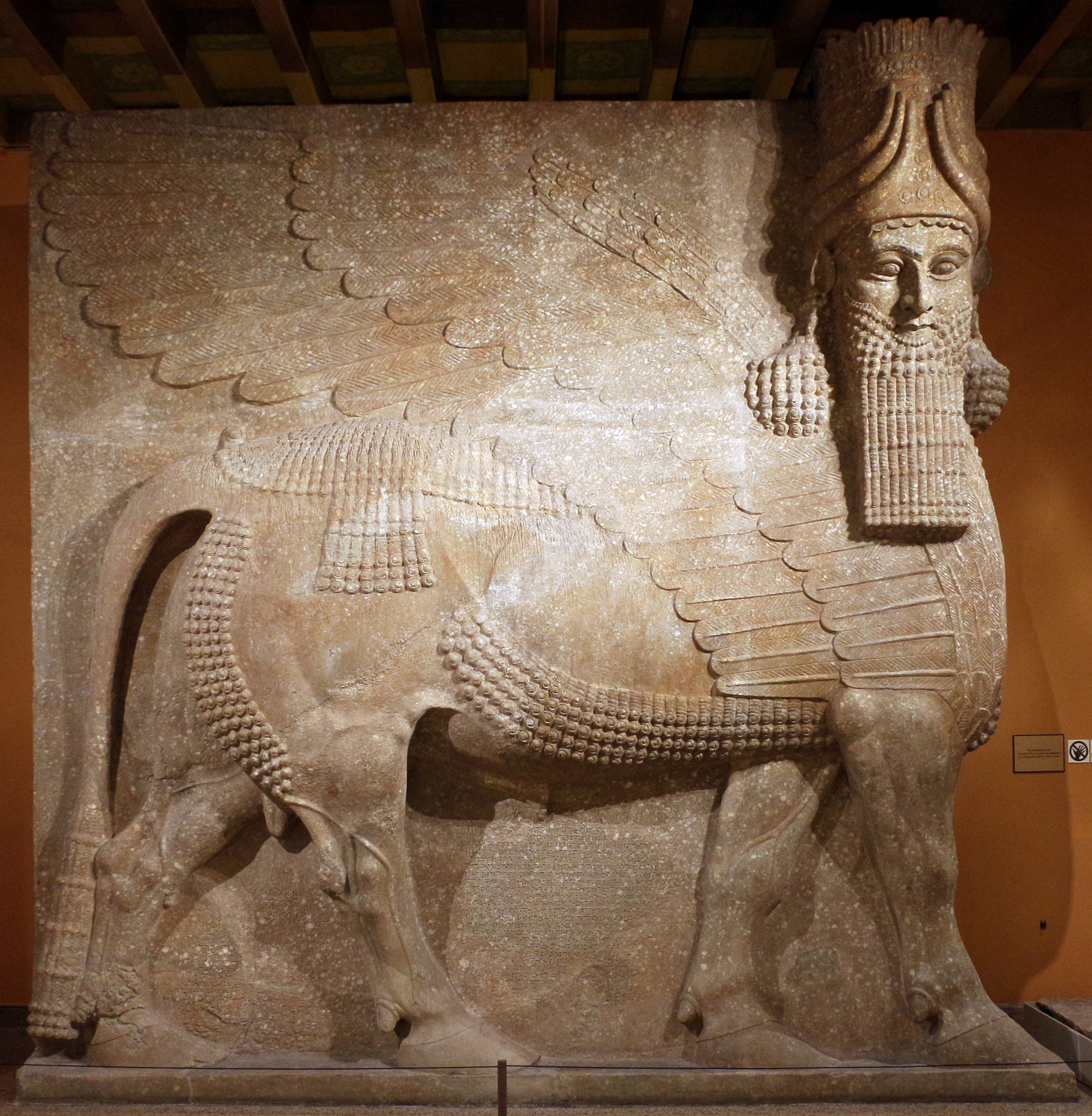
نحت شيدو لاموسو يعود إلى حوالي 713–716 ق.م

المعابد البابلية: هي هياكل ضخمة من الطوب الخام مدعوم بالدعامات، وتعمل المصارف على تصريف المطر وإبعاده عن المبنى، بُني مثل هذه المصارف في أور من الرصاص. أدى استخدام الطوب إلى التطور المبكر للدعامة والعمود وللتصوير الجصي والبلاطات المصقولة. لُونت الجدران ببراعة وطُليت في بعض الأحيان بالزنك أو الذهب وكذلك البلاط. غُطيت مخاريط الطين النضيج المطلية من المشاعل بالجص. بنَت آشور التي قلدت عمارة بابل قصورها ومعابدها من الطوب حتى عندما أصبح الحجر مادة البناء الطبيعية في البلاد، محافظةً بإخلاص على منصة الطوب التي عُدت ضرورية في تربة بابل المستنقعية، ولكن لم تكن ثمة حاجة كبيرة في الشمال.
تخلص المهندسون الآشوريون في وقت لاحق من التأثير البابلي واستخدموا الحجر مع الطوب. أُحيطت جدران القصور الآشورية بألواح حجرية منحوتة ملونة بدل أن تُطلى كتلك الكلدية. هناك ثلاثة مراحل من هذه النقوش البارزة، فقد كانت بسيطة وقوية في عهد آشور ناصربال الثاني وحذرة وواقعية في عهد سرجون الثاني ومصقولة لكنها جريئة في عهد آشوربانيبال.
استُخدمت في بابل الأشكال ثلاثية الأبعاد عوضًا عن النقوش البارزة. من الأمثلة الأولى على ذلك التماثيل من جيرسو التي تميزت بواقعتيها ولكنها لم تكن مصقولة بشكل جيد. جعلت ندرة الحجر في بابل كل حصاة ثمينة؛ ما أدى إلى درجة عالية من الكمال في فن صقل الأحجار الكريمة. يعَد اثنان من الأختام الأسطوانية التي تعود لعصر سرجون الأكادي من أفضل الأمثلة عن هذا النوع، وتعد المزهرية الفضية واحدة من العينات الأولى الرائعة للفلذات المبكرة التي اكتشفها علماء الآثار في إينتيمينا. تحقق تميز كبير في صناعة المجوهرات في فترة لاحقة، مثل الأقراط والأساور الذهبية. تميزت أعمال النحاس بمهارة عالية أيضًا، ومن الممكن أن بابل كانت تعد الموطن الأصلي للنحاس.
اشتهر الناس في وقت مبكر بأعمال التطريز والسجاد. تميز الفخار الآشوري بالأشكال الرشيقة واشتُق الخزف مثل الزجاج المكتشف في قصور نينوى من نماذج مصرية. يبدو أن الزجاج الشفاف قد ظهر لأول مرة في سرجون. استُخدم كل من الحجر والطين والزجاج في صنع المزهريات. حُفرت مزهريات من الحجر الصلب في جيرسو مماثلة لتلك الموجودة في فترة الأسرة الحاكمة في مصر.
تعتمد دراسة العمارة القديمة في بلاد ما بين النهرين على الأدلة الأثرية المتاحة والتمثيل التصويري للمباني والنصوص حول أنشطة المبنى. تشير الرسوم التوضيحية البدائية لعصر أوروك وفقًا لأرتشيبالد سايس، إلى أن الحجر كان نادرًا، ولكنه قُطع إلى كتل وأختام. كان الطوب مادة البناء الاعتيادية وبُنيت فيه المدن والحصون والمعابد والمنازل. زُودت المدينة بأبراج وأُقيمت على منصة اصطناعية. امتلك المنزل مظهرًا يشبه البرج زُود بباب يُفتح بنوع من المفاتيح. امتلكت بوابة المدينة حجمًا أكبر ويبدو أنها كانت مزدوجة. كانت الشياطين تهاب تلك البوابات التي امتلكت أجنحة كالطيور، وأحجار أساس المنزل –أو بالأحرى الطوب- تقدست عبر أشياء معينة وُضعت تحتها.
يركز الأدب العالمي عادة على هندسة المعابد والقصور وأسوار المدينة والبوابات من المباني الأثرية، ولكن يمكن إيجاد نماذج لأعمال معمارية سكنية أيضًا. سمحت الدراسات الأثرية السطحية أيضًا بدراسة الشكل الحضري في مدن ما بين النهرين في وقت مبكر.

## التخطيط الحضري
السومريون هم أول مجتمع يبني المدينة نفسها بشكل متقدم. كانوا فخورين بهذا الإنجاز مثلما هو واضح في ملحمة جلجامش التي تُفتتح بوصف لأوروك (جدرانها وشوارعها وأسواقها ومعابدها وحدائقها).أوروك نفسها مهمة بصفتها مركزًا لثقافة حضرية استعمرت غرب آسيا وقادتها نحو التحضر.
كان بناء المدن المنتج النهائي للاتجاهات التي بدأت في الثورة الزراعية. كان نمو المدينة تخطيطيًا بجزء منه وعضويًا بجزء آخر. يظهر التخطيط واضحًا في الجدران ومنطقة المعبد العالي والقناة الرئيسة مع الميناء والشارع الرئيس. جاءت البنية الأدق للمساحات السكنية والتجارية رد فعل بلقوى الاقتصادية على الحدود المكانية التي فرضتها المناطق المُخطط لها، ما أدى إلى تصميم غير منتظم مع مزايا منتظمة. كان من الممكن إعادة بناء جزء كبير من نمط النمو الحضري والكثافة وقيمة العقار وغيرها من المقاييس الأخرى من مصادر النصوص المسمارية، نظرًا إلى إن السومريين سجلوا المعاملات العقارية.
تقسم المدينة النموذجية إلى مساحات سكنية متعددة الاستخدامات وتجارية ومدنية. جُمعت المناطق السكنية حسب المهنة. تمركز مجمع المعبد العالي في قلب المدينة وكان يقع بعيدًا عن المركز الجغرافي. سبق المعبد المرتفع تأسيس المدينة وكان النواة التي نما حولها الشكل الحضري. امتلكت المناطق المجاورة للبوابات وظيفة دينية واقتصادية خاصة.
تضمنت المدينة دائمًا حزامًا من الأراضي الزراعية المروية بما فيها القرى الصغيرة. ربطت شبكة من الطرق والقنوات المدينة بهذه الأراضي. نُظمت شبكة النقل على ثلاثة مستويات: شوارع واسعة للمواكب وعامة عبر الشوارع والأزقة العمياء الخاصة. تباينت الشوارع العامة التي حددت مجمعًا ما مع مرور الوقت، بينما كانت الأزقة العمياء أكثر مرونة. يُقدر أن 10% من مساحة المدينة كانت شوارع و90% من المباني. في جميع الأحوال، شكلت القنوات وسيلة أكثر أهمية للنقل الجيد.

## المنازل

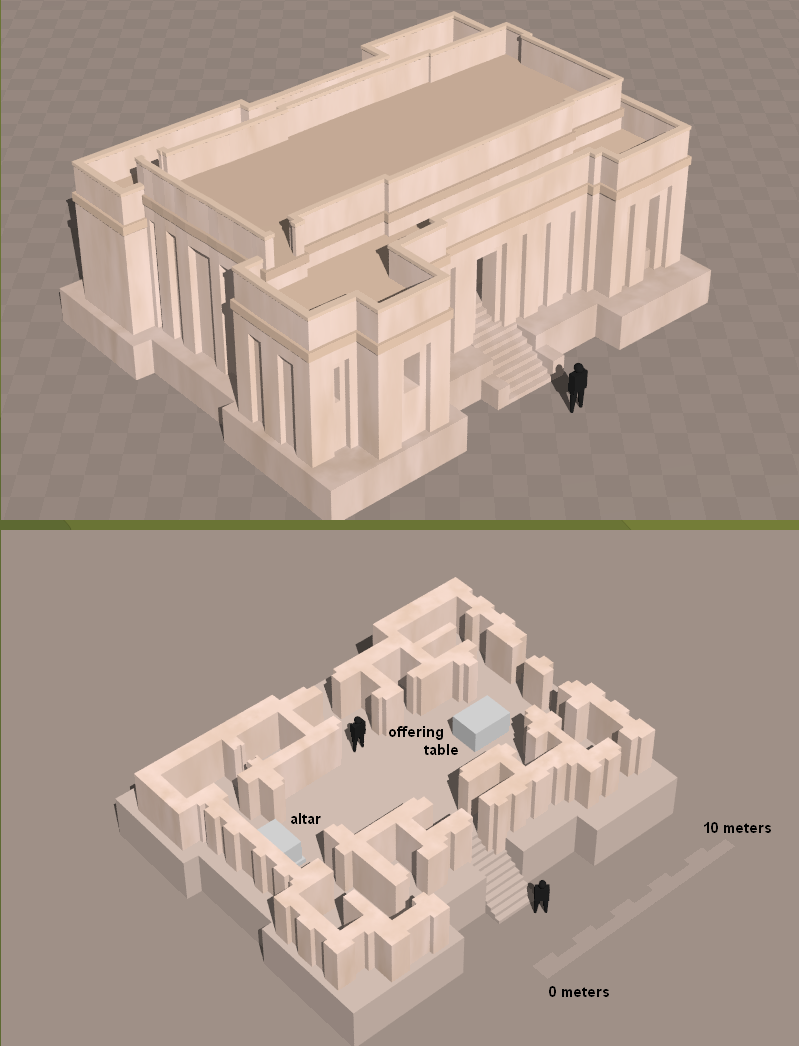
تصميم لمعبد

استُخدمت مواد في بناء منازل بلاد ما بين النهرين مشابهة لتلك التي تُستخدم اليوم، ولكنها لا تماثلها بالضبط، هي طوب اللبن والشيد والأبواب الخشبية التي كانت جميعها متاحة بشكل طبيعي في كل أنحاء المدينة، إلا الخشب الذي لم يكن رائجًا في بعض مدن سومر. تحوي معظم المنازل غرفة مربعة الشكل تُلحق بها غرف أخرى. يوحي الاختلاف الكبير في حجم المنازل والمواد المستخدمة بأنها بنيت على أيدي السكان أنفسهم. لم يكن حجم الغرف مرتبطًا بالحالة الاجتماعية للناس، فقد يكون أشد الناس فقرًا بنوا منازل من مواد قابلة للتلف مثل القصب خارج المدينة، لكن ليس هناك سوى أدلة قليلة على ذلك.